# Устя (Березинський район)
Устя (біл. вёска Вусьце) — село в складі Березинського району Мінської області, Білорусь. Село підпорядковане Богушевицькій сільській раді, розташоване в східній частині області.